# 에린 대니얼스
에린 대니얼스(Erin Daniels, 1973년 10월 9일 ~ )는 미국의 배우이다.

## 출연 작품
- 아메리칸 호러 스토리: 메리메이커의 살인자 (2019)
- 블링 링 (2013)
- 더 시터 (2011)
- 싱글 맨 (2009)
- 스윙타운 (2008)
- L워드 시즌1 (2004)
- 살인마 가족 (2003)
- 스토커 (2002)
- 어쌔신 특급 (2000)